# Anselmo de Laon
Anselmo de Laon (em latim: Anselmus Laudunensis, em francês: Anselme de Laon; Laon, c. 1050 – Laon, 15 de julho de 1117) foi um teólogo francês e fundador de uma escola de estudiosos que ajudaram a pioneira hermenêutica bíblica.
Lembrado no século após sua morte como "Anselmus" ou "Anselmo", seu nome era mais propriamente "Ansellus" ou, em francês moderno, "Anseau".
Nascido de pais muito humildes em Laon antes de meados do século XI, é dito que Anselmo estudou sob a orientação de Santo Anselmo em Bec, embora isso seja quase que certamente incorreto. Outros potenciais professores de Anselmo foram identificados, entre eles estão: Bruno de Colônia e Manegoldo de Lautenbach. Aproximadamente em 1080, Anselmo retornou para sua cidade natal e foi professor na escola catedralícia de Laon, juntamente com seu irmão Rodolfo (ou Raul). Por volta de 1109 se tornou deão e chanceler da catedral, e em 1115 foi um dos dois arquideões. Sua escola de teologia e exegese rapidamente se tornou a mais famosa da Europa. Ficou célebre, em 1113 a expulsão de Pedro Abelardo de sua escola.
O Liber Pancrisi (c. 1120) o denomina, juntamente com Ivo de Chartres e Guilherme de Champeaux, um dos três mestres modernos.

## Obras
A magnum opus de Anselmo é uma série de breves descrições ou definições (em uma ou duas palavras) colocadas entre as linhas ou margens de textos sobre as Escrituras, a Glossa Ordinaria, agora atribuída a ele e seus seguidores (até o século XIX, creditava-se a obra a Valafrido Estrabão), foi uma das grandes conquistas intelectuais da Idade Média. Tem sido frequentemente reimpressa. O significado das anotações, que foram, provavelmente, reunidas após a morte de Anselmo por seus alunos, tais como Gilberto de la Porrée, e com base nos ensinamentos de Anselmo, é aquele que marcou uma nova forma de aprendizagem - representou o nascimento dos esforços para apresentar a discreta patrística e as primeiras interpretações individuais medievais de versículos das Escrituras de uma forma de compreensão mais acessível, e mais facilmente referenciado. Este método foi posteriormente adotado e ampliado por Hugo de São Vítor, Pedro Lombardo e depois Tomás de Aquino, que nos deram "manuais" para o que nós chamaríamos hoje de teologia.
Outros comentários aparentemente por Anselmo teriam sido atribuídos a vários escritores, principalmente a Anselmo de Cantuária. Uma lista deles, com notas sobre a vida de Anselmo, está contida na Histoire littéraire de la France, x. 170-189.
As obras estão reunidas na Patrologia Latina de Migne, tomo 162, algumas Sententiae inéditas foram editadas por G. Lefèvre (Milão, 1894). O comentário sobre os Salmos publicado por Migne no volume 116 e atribuído a Haimo de Halberstadt também foi identificado como sendo possivelmente de Anselmo.